# Llista de pel·lícules dels Estats Units del 2008
Llista de pel·lícules americanes estrenades el 2008. La pel·lícula The Dark Knight fou la que obtingué majors beneficis aquest any.

## 2008
| Títol                                               | Director                        | Repartiment | Gènere                            | Notes                                                   | Valoració |
| --------------------------------------------------- | ------------------------------- | --- | --------------------------------- | ------------------------------------------------------- | --------- |
| 2008                                                |                                 | |                                   |                                                         |           |
| 10,000 BC                                           | Roland Emmerich                 | Steven Strait, Camilla Belle, Cliff Curtis | Aventura, Èpica                   |                                                         |           |
| 17 Again                                            | Burr Steers                     | Matthew Perry, Zac Efron, Leslie Mann, Michelle Trachtenberg, Kaley Cuoco | Comèdia                           |                                                         |           |
| 21                                                  | Robert Luketic                  | Jim Sturgess, Kevin Spacey, Kate Bosworth, Laurence Fishburne, Aaron Yoo, Liza Lapira | Drama                             |                                                         |           |
| 27 Dresses                                          | Anne Fletcher                   | Katherine Heigl, James Marsden, Malin Åkerman, Judy Greer, Edward Burns | Comèdia                           |                                                         |           |
| 88 Minutes                                          | Jon Avnet                       | Al Pacino | Drama, Thriller                   |                                                         |           |
| Alice Upside Down                                   | Sandy Tung                      | Alyson Stoner, Lucas Grabeel, Luke Perry, Penny Marshall |                                   |                                                         |           |
| American Teen                                       | Nanette Burstein                | | Documental                        |                                                         |           |
| Americanese                                         | Eric Byler                      | Chris Tashima, Joan Chen, Allison Sie, Kelly Hu, Ben Shenkman | Drama, Romàntica                  |                                                         |           |
| August                                              | Austin Chick                    | Naomie Harris, Josh Hartnett, Rip Torn, Adam Scott, David Bowie | Drama                             |                                                         |           |
| Baby Mama                                           | Michael McCullers               | Tina Fey, Amy Poehler, Greg Kinnear, Dax Shepard, Romany Malco | Comèdia                           |                                                         |           |
| Babylon A.D.                                        | Mathieu Kassovitz               | Vin Diesel, Michelle Yeoh | Ciència-ficció                    | estrena: 29 d'agost                                     |           |
| Bangkok Dangerous                                   | The Pang Brothers               | Nicolas Cage | Crim                              | estrena: 22 d'agost                                     |           |
| Be Kind Rewind                                      | Michel Gondry                   | Jack Black, Mos Def, Danny Glover | Comèdia                           |                                                         |           |
| Bedtime Stories                                     | Adam Shankman                   | Adam Sandler, Keri Russell, Guy Pearce, Teresa Palmer, Courteney Cox, Lucy Lawless, Russell Brand, Richard Griffiths                                                                        | Comèdia, Fantasia                 | Estrena: 25 de desembre                                 |           |
| Blindness                                           | Fernando Meirelles              | Don McKellar, Julianne Moore, Mark Ruffalo, Gael Garcia Bernal, Sandra Oh, Danny Glover | Drama, Thriller                   | estrena: 19 de setembre                                 |           |
| Bolt                                                | Chris Williams                  | John Travolta, Miley Cyrus | Comèdia, Fantasia                 | Animació, Estrena: 26 de novembre                       |           |
| Burn After Reading                                  | Joel and Ethan Coen             | George Clooney, Frances McDormand, John Malkovich, Tilda Swinton, Brad Pitt, Richard Jenkins                                                                                                | Comèdia                           | estrena: 12 de setembre                                 |           |
| Castlevania                                         | Sylvain White                   | - | Acció, Terror                     |                                                         |           |
| Chaos Theory                                        | Marcos Siega                    | Ryan Reynolds, Emily Mortimer, Stuart Townsend | Comèdia                           |                                                         |           |
| Chapter 27                                          | J. P. Schaefer                  | Jared Leto, Lindsay Lohan | Drama                             |                                                         |           |
| Charlie Bartlett                                    | Jon Poll                        | Anton Yelchin, Robert Downey Jr., Hope Davis, Kat Dennings, Tyler Hilton | Comèdia                           |                                                         |           |
| The Children of Huang Shi                           | Roger Spottiswoode              | Jonathan Rhys Meyers, Radha Mitchell, Chow Yun-Fat, Michelle Yeoh | Drama                             |                                                         |           |
| City of Ember                                       | Gil Kenan                       | Bill Murray, Tim Robbins, Saoirse Ronan, Toby Jones, Harry Treadaway | Aventura                          | estrena: 10 d'octubre                                   |           |
| CJ7                                                 | Stephen Chow                    | Stephen Chow, Xu Jiao | Comèdia, Ciència-ficció           |                                                         |           |
| Closing the Ring                                    | Richard Attenborough            | Shirley MacLaine, Christopher Plummer, Mischa Barton, Stephen Amell, Neve Campbell, Pete Postlethwaite, Brenda Fricker, Martin McCann                                                       | Drama                             |                                                         |           |
| Cloverfield                                         | Matt Reeves                     | Michael Stahl-David, Mike Vogel, Odette Yustman, Lizzy Caplan, Jessica Lucas, T. J. Miller                                                                                                  | Terror                            |                                                         |           |
| College Road Trip                                   | Roger Kumble                    | Raven-Symoné, Martin Lawrence | Comèdia                           |                                                         |           |
| The Dark Knight                                     | Christopher Nolan               | Christian Bale, Michael Caine, Heath Ledger, Gary Oldman, Aaron Eckhart | Acció                             | Pel·lícula amb majors beneficis del 2008                |           |
| The Deal                                            | Steven Schachter                | Meg Ryan, Jason Ritter, LL Cool J, Elliot Gould, David Hunt | Comèdia                           |                                                         |           |
| Death Defying Acts                                  | Gillian Armstrong               | Guy Pearce, Catherine Zeta-Jones, Timothy Spall, Saoirse Ronan | Romàntica, Thriller               |                                                         |           |
| Death Race                                          | Paul W.S. Anderson              | Jason Statham, Tyrese Gibson, Joan Allen, Ian McShane | Acció                             | estrena: 22 d'agost, Reedició de la pel·lícula del 1975 |           |
| Deception                                           | Marcel Langenegger              | Ewan McGregor, Hugh Jackman, Michelle Williams, Maggie Q, Natasha Henstridge, Lynn Cohen | Drama, Thriller                   |                                                         |           |
| Definitely, Maybe                                   | Adam Brooks                     | Ryan Reynolds, Isla Fisher, Derek Luke, Abigail Breslin, Elizabeth Banks, Rachel Weisz | Comèdia                           |                                                         |           |
| Disaster Movie                                      | Jason Friedberg, Aaron Seltzer  | Kim Kardashian, Carmen Electra, Vanessa Minnillo, Matt Lanter, Nicole Parker | Comèdia, Paròdia                  | estrena: 29 d'agost                                     |           |
| Doomsday                                            | Neil Marshall                   | Rhona Mitra, Bob Hoskins, Malcom McDowell, Alexander Siddig, David O'Hara, Craig Conway | Acció, Ciència-ficció             |                                                         |           |
| Doubting Thomas                                     | Mark Blutman                    | Forrest Landis, AnnaSophia Robb, Rider Strong, Roger Bart, Lea Thompson, D.L. Hughley | Comèdia                           |                                                         |           |
| Drillbit Taylor                                     | Steven Brill                    | Owen Wilson, Troy Gentile, Nate Hartley, David Dorfman, Alex Frost, Josh Peck | Comèdia                           |                                                         |           |
| The Edge of Love                                    | John Maybury                    | Keira Knightley, Sienna Miller, Cillian Murphy, Matthew Rhys | Biopic, Drama                     |                                                         |           |
| Encounters at the End of the World                  | Werner Herzog                   | Ryan Andrew Evans, Werner Herzog | Documental                        |                                                         |           |
| Expelled: No Intelligence Allowed                   | Nathan Frankowski               | Ben Stein | Documental                        |                                                         |           |
| The Eye                                             | David Moreau, Xavier Palud      | Jessica Alba | Terror                            |                                                         |           |
| Felon                                               | Ric Romano Waugh                | Stephen Dorff, Val Kilmer | Drama                             |                                                         |           |
| Fingerprints                                        | Harry Basil                     | Leah Pipes, Kristin Cavallari, Josh Henderson, Andrew Lawrence | Terror, Misteri                   |                                                         |           |
| Fireflies in the Garden                             | Dennis Lee                      | Julia Roberts, Ryan Reynolds, William Dafoe, Emily Watson, Carrie-Anne Moss, Hayden Panettiere                                                                                              | Drama                             |                                                         |           |
| First Sunday                                        | David E. Talbert                | Ice Cube, Katt Williams, Tracy Morgan | Comèdia                           |                                                         |           |
| Fool's Gold                                         | Andy Tennant                    | Matthew McConaughey, Kate Hudson | Aventura, Comèdia                 |                                                         |           |
| The Foot Fist Way                                   | Jody Hill                       | Danny R. McBride | Comèdia                           |                                                         |           |
| The Forbidden Kingdom                               | Rob Minkoff                     | Jackie Chan, Jet Li, Michael Angarano, Liu Yifei | Acció                             |                                                         |           |
| Forgetting Sarah Marshall                           | Nicholas Stoller                | Jason Segel, Kristen Bell, Mila Kunis, Russell Brand, Bill Hader, Paul Rudd, Jack McBrayer, Jonah Hill                                                                                      | Comèdia                           |                                                         |           |
| Frost/Nixon                                         | Ron Howard                      | Frank Langella, Michael Sheen, Kevin Bacon, Sam Rockwell | Drama                             |                                                         |           |
| Funny Games                                         | Michael Haneke                  | Naomi Watts, Brady Corbet, Siobhan Fallon, Devon Gearhart, Michael Pitt, Tim Roth | Comèdia negra, Terror             |                                                         |           |
| Get Smart                                           | Peter Segal                     | Steve Carell, Anne Hathaway, Dwayne Johnson, Alan Arkin | Comèdia, Sàtira                   |                                                         |           |
| Hancock                                             | Peter Berg                      | Will Smith, Charlize Theron, Jason Bateman | Superheroi                        |                                                         |           |
| The Happening                                       | M. Night Shyamalan              | Mark Wahlberg | Thriller                          |                                                         |           |
| Harold                                              | T. Sean Shannon                 | Spencer Breslin, Cuba Gooding Jr., Nikki Blonsky | Comèdia                           |                                                         |           |
| Harold & Kumar Escape from Guantanamo Bay           | Jon Hurwitz, Hay Schlossberg    | John Cho, Kal Penn | Comèdia                           |                                                         |           |
| Harry Potter and the Half-Blood Prince              | David Yates                     | Daniel Radcliffe, Rupert Grint, Emma Watson, Ralph Fiennes | Acció, Aventura, Fantasia         | estrena: 21 de novembre                                 |           |
| Hero Wanted                                         | Brian Smrz                      | Cuba Gooding Jr., Ray Liotta | Acció                             | direct-to-DVD                                           |           |
| High School Musical 3: Senior Year                  | Kenny Ortega                    | Zac Efron, Vanessa Hudgens, Ashley Tisdale, Lucas Grabeel, Corbin Bleu, Monique Coleman | Musical                           | estrena: 24 d'octubre                                   |           |
| Home of the Giants                                  | Rusty Gorman                    | Haley Joel Osment, Ryan Merriman, Danielle Panabaker, Kenneth Mitchell, Brent Briscoe | Drama, Esports                    | Data d'estrena desconeguda.                             |           |
| The Hottie and the Nottie                           | Tom Putnam                      | Paris Hilton, Joel David Moore, Christine Lakin, Adam Kulbersh, Marianne Muellerleile | Comèdia romàntica                 |                                                         |           |
| The House Bunny                                     | Fred Wolf                       | Anna Faris, Emma Stone, Colin Hanks, Katharine McPhee, Rumer Willis, Kat Dennings, Beverly D'Angelo, Kiely Williams                                                                         | Comèdia                           | estrena: 22 d'agost                                     |           |
| How to Lose Friends & Alienate People               | Robert B. Weide                 | Simon Pegg, Kirsten Dunst, Danny Huston, Gillian Anderson, Megan Fox, Jeff Bridges | Comèdia                           | estrena: 23 d'octubre                                   |           |
| How She Move                                        | Ian Iqbal Rashid                | Rutina Wesley, Dwain Murphy, Tracey Armstrong, Clé Bennett, Nina Dobrev | Drama                             |                                                         |           |
| In Bruges                                           | Martin McDonagh                 | Colin Farrell, Brendan Gleeson, Ralph Fiennes | Acció, Comèdia                    |                                                         |           |
| In the Name of the King: A Dungeon Siege Tale       | Uwe Boll                        | Jason Statham, Leelee Sobieski, Ron Perlman, Matthew Lillard, John Rhys-Davies, Claire Forlani, Brian J. White, Kristanna Loken, Will Sanderson, Ray Liotta, Burt Reynolds                  | Acció-aventura, Fantasia          |                                                         |           |
| L'increïble Hulk                                    | Louis Leterrier                 | Edward Norton, Liv Tyler, Tim Roth, William Hurt | Acció, Superheroi                 |                                                         |           |
| Indiana Jones i el regne de la calavera de cristall | Steven Spielberg                | Harrison Ford, Karen Allen, Shia LaBeouf, Cate Blanchett | Aventura                          |                                                         |           |
| Iron Man                                            | Jon Favreau                     | Robert Downey Jr., Terrence Howard, Gwyneth Paltrow, Jeff Bridges | Superheroi, Acció                 |                                                         |           |
| Journey 3-D                                         | Eric Brevig                     | Brendan Fraser, Josh Hutcherson, Anita Briem | Fantasia, Ciència-ficció          |                                                         |           |
| Jumper                                              | Doug Liman                      | Samuel L. Jackson, Hayden Christensen, Rachel Bilson, Jamie Bell, Diane Lane | Ciència-ficció                    |                                                         |           |
| Kit Kittredge: An American Girl                     | Patricia Rozema                 | Abigail Breslin, Chris O'Donnell, Julia Ormond, Stanley Tucci, Joan Cusack, Max Thieriot, Glenne Headly                                                                                     | Comèdia, Drama                    |                                                         |           |
| Kung Fu Panda                                       | Mark Osborne, John Stevenson    | Jack Black, Jackie Chan, Dustin Hoffman, Angelina Jolie, Lucy Liu, Seth Rogen, David Cross, Ian McShane                                                                                     | Acció,                            | Animació                                                |           |
| Lakeview Terrace                                    | Neil LaBute                     | Samuel L. Jackson, Kerry Washington, Patrick Wilson | Thriller                          | estrena: 19 de setembre                                 |           |
| The Last Continent                                  | Jean Lemire                     | Donald Sutherland (narrador) | Documentary                       |                                                         |           |
| Leatherheads                                        | George Clooney                  | George Clooney, Renée Zellweger, John Krasinski | Comèdia, Romàntica                |                                                         |           |
| Lost Boys: The Tribe                                | P.J. Pesce                      | Tad Hilgenbrink, Angus Sutherland, Autumn Reeser, Corey Feldman, Gabrielle Rose, Tom Savini                                                                                                 | Terror                            | direct-to-DVD                                           |           |
| The Love Guru                                       | Marco Schnabel                  | Mike Myers, Jessica Alba, Romany Malco, Justin Timberlake, Verne Troyer | Comèdia                           |                                                         |           |
| Machete                                             | Robert Rodriguez                | Danny Trejo | Acció, Thriller                   |                                                         |           |
| Mad Money                                           | Callie Khouri                   | Diane Keaton, Queen Latifah, Katie Holmes | Comèdia, Crim                     |                                                         |           |
| Made of Honor                                       | Paul Weiland                    | Patrick Dempsey, Michelle Monaghan, Kevin McKidd, Busy Philipps, Kadeem Hardison, Sydney Pollack, Kelly Carlson                                                                             | Comèdia                           | Darrera aparició en pel·lícules de Sydney Pollack.      |           |
| Mama's Boy                                          | Tim Hamilton                    | Jon Heder, Diane Keaton, Jeff Daniels, Anna Faris, Eli Wallach | Comèdia                           |                                                         |           |
| Mamma Mia!                                          | Phyllida Lloyd                  | Meryl Streep, Pierce Brosnan, Colin Firth, Stellan Skarsgard, Julie Walters, Dominic Cooper, Amanda Seyfried, Christine Baranski                                                            | Musical, Comèdia                  |                                                         |           |
| Max Payne                                           | John Moore                      | Mark Wahlberg, Mila Kunis, Ludacris, Beau Bridges, Chris O'Donnell | Acció                             | estrena: 17 d'octubre                                   |           |
| Meet the Spartans                                   | Jason Friedberg, Aaron Seltzer  | Sean Maguire, Ken Davitian, Carmen Electra, Diedrich Bader, Kevin Sorbo, Jareb Dauplaise, Travis Van Winkle                                                                                 | Comèdia, Paròdia                  |                                                         |           |
| Meet Bill                                           | Bernie Goldmann, Melisa Wallick | Aaron Eckhart, Jessica Alba, Elizabeth Banks, Timothy Olyphant, Logan Lerman | Comèdia                           |                                                         |           |
| Meet Dave                                           | Brian Robbins                   | Eddie Murphy, Gabrielle Union, Elizabeth Banks, Ed Helms, Judah Friedlander, Pat Kilbane, Shawn Christian, Brandon Molale, Kevin Hart                                                       | Comèdia, Ciència-ficció           |                                                         |           |
| Midnight Meat Train                                 | Ryuhei Kitamura                 | Bradley Cooper, Leslie Bibb, Tony Curran, Brooke Shields, Vinnie Jones | Terror                            |                                                         |           |
| Mirrors                                             | Alexandre Aja                   | Kiefer Sutherland, Paula Patton, Amy Smart | Terror                            | estrena: 15 d'agost                                     |           |
| Mister Foe                                          | David Mackenzie                 | Jamie Bell, Sophia Myles, Ciarán Hinds, Maurice Roëves, Ewen Bremner, Claire Forlani | Drama                             |                                                         |           |
| Mongol                                              | Serguei Bodrov                  | Tadanobu Asano, Sun Honglei | Biopic, Èpica                     |                                                         |           |
| My Blueberry Nights                                 | Wong Kar Wai                    | Norah Jones, Jude Law, David Strathairn, Rachel Weisz, Natalie Portman | Drama                             |                                                         |           |
| My Sister's Keeper                                  | Nick Cassavetes                 | Cameron Diaz | Drama                             |                                                         |           |
| Never Back Down                                     | Jeff Wadlow                     | Djimon Hounsou, Amber Heard, Sean Faris, Cam Gigandet, Leslie Hope | Acció                             |                                                         |           |
| Nim's Island                                        | Jennifer Flackett, Marc Levin   | Abigail Breslin, Jodie Foster, Gerard Butler | Aventura, Fantasia                |                                                         |           |
| Noise                                               | Henry Bean                      | Tim Robbins, Bridget Moynahan, William Hurt | Comèdia, drama                    |                                                         |           |
| One Missed Call                                     | Eric Valette                    | Edward Burns, Shannyn Sossamon, Ana Claudia Talancón, Azura Skye, Ray Wise, Meagan Good, Margaret Cho, Ariel Winter                                                                         | Terror, Thriller                  |                                                         |           |
| The Other Boleyn Girl                               | Justin Chadwick                 | Natalie Portman, Scarlett Johansson, Eric Bana | Drama, Romàntica                  |                                                         |           |
| Outsourced                                          | Hank Azaria                     | - |                                   |                                                         |           |
| Over Her Dead Body                                  | Jeff Lowell                     | Eva Longoria Parker, Paul Rudd, Lake Bell, Jason Biggs, Lindsay Sloane | Comèdia                           |                                                         |           |
| Pathology                                           | Marc Schoelermann               | Milo Ventimiglia, Alyssa Milano | Crim, Thriller                    |                                                         |           |
| Patti Smith: Dream of Life                          | Steven Sebring                  | Patti Smith | Documental                        |                                                         |           |
| Penelope                                            | Mark Palansky                   | Christina Ricci, James McAvoy, Catherine O'Hara, Richard E. Grant, Reese Witherspoon | Fantasia, Comèdia                 |                                                         |           |
| Superfumats                                         | David Gordon Green              | Seth Rogen, James Franco | Comèdia                           |                                                         |           |
| Pistol Whipped                                      | Roel Reiné                      | Steven Seagal | Acció                             | direct-to-DVD                                           |           |
| Portland                                            | Matthew Mishory                 | Jonathan Caouette, Alex Schemmer | Drama                             |                                                         |           |
| Postal                                              | Uwe Boll                        | Zack Ward, Dave Foley, Julia Sandberg Hansson, Jackie Tohn, Chris Coppola, Michael Benyaer, Erick Avari, Ralf Moeller, Chris Spencer, Seymour Cassel, David Huddleston, Uwe Boll            | Acció, Comèdia                    |                                                         |           |
| Pride and Glory                                     | Gavin O'Connor                  | Edward Norton, Colin Farrell | Drama                             | estrena: 24 d'octubre                                   |           |
| Prom Night                                          | Nelson McCormick                | Brittany Snow, Johnathon Schaech, Idris Elba, Dana Davis, Jessica Stroup | Terror                            |                                                         |           |
| The Promotion                                       | Steven Conrad                   | Seann William Scott, John C. Reilly | Comèdia                           |                                                         |           |
| Push                                                | Paul McGuigan                   | Dakota Fanning, Chris Evans, Camilla Belle, Djimon Hounsou | Thriller                          | Aplaçada fins al 2009                                   |           |
| Rambo                                               | Sylvester Stallone              | Sylvester Stallone, Julie Benz | Acció                             |                                                         |           |
| Redbelt                                             | David Mamet                     | Chiwetel Ejiofor, Tim Allen, Emily Mortimer, Alice Braga, Rodrigo Santoro, Joe Mantegna, Rebecca Pidgeon, Ricky Jay                                                                         | Acció                             |                                                         |           |
| Religulous                                          | Larry Charles                   | Bill Maher | Documental                        | estrena: 3 d'octubre                                    |           |
| Revolutionary Road                                  | Sam Mendes                      | Leonardo DiCaprio, Kate Winslet, Kathy Bates | Drama                             | estrena: 19 de desembre                                 |           |
| Righteous Kill                                      | Jon Avnet                       | Robert De Niro, Al Pacino, Curtis Jackson, Donnie Wahlberg, John Leguizamo, Brian Dennehy, Dan Futterman                                                                                    | Acció, Suspense                   | estrena: 12 de setembre                                 |           |
| The Rocker                                          | Peter Cattaneo                  | Rainn Wilson, Christina Applegate, Teddy Geiger, Josh Gad, Will Arnett, Emma Stone | Comèdia                           | estrena: 20 d'agost                                     |           |
| Royal Kill                                          | Babar Ahmed                     | Pat Morita, Eric Roberts, Lalaine, Gail Kim | Thriller                          | Darrer pel·lícula de Pat Morita abans de morir.         |           |
| The Ruins                                           | Carter Smith                    | Jonathan Tucker, Jena Malone, Shawn Ashmore, Laura Ramsey, Joe Anderson | Terror                            |                                                         |           |
| Run, Fat Boy, Run                                   | David Schwimmer                 | Simon Pegg, Thandie Newton, Dylan Moran, Hank Azaria | Comèdia, Romàntica                |                                                         |           |
| Savage Grace                                        | Tom Kalin                       | Julianne Moore, Stephen Dillane, Eddie Redmayne, Hugh Dancy | Drama                             |                                                         |           |
| Saw V                                               | David Hackl                     | Tobin Bell, Costas Mandylor, Scott Patterson | Terror, Misteri                   | Estrena: 25 d'octubre                                   |           |
| Semi-Pro                                            | Kent Alterman                   | Will Ferrell, Woody Harrelson, André Benjamin | Comèdia, Esports                  |                                                         |           |
| Shutter                                             | Masayuki Ochiai                 | Joshua Jackson, Rachel Taylor, James Kyson Lee, David Denman, John Hensley, Megumi Okina | Terror                            |                                                         |           |
| The Sisterhood of the Traveling Pants 2             | Sanaa Hamri                     | Amber Tamblyn, America Ferrera, Blake Lively, Alexis Bledel | Comèdia, Drama                    |                                                         |           |
| Sleepwalking                                        | William Maher                   | Nick Stahl, AnnaSophia Robb, Charlize Theron, Woody Harrelson, Dennis Hopper | Drama                             |                                                         |           |
| Smart People                                        | Noam Murro                      | Dennis Quaid, Sarah Jessica Parker, Ellen Page, Thomas Haden Church, Ashton Holmes | Comèdia                           |                                                         |           |
| Space Chimps                                        | Kirk De Micco                   | Cheryl Hines, Stanley Tucci, Kenan Thompson, Andy Samberg, Jeff Daniels, Patrick Warburton, Omid Abtahi, Kristin Chenoweth                                                                  | Comèdia, Ciència-ficció           | Animació                                                |           |
| Speed Racer                                         | Andy Wachowski, Larry Wachowski | Emile Hirsch, Christina Ricci, John Goodman, Susan Sarandon, Matthew Fox | Acció                             |                                                         |           |
| Les cròniques de Spiderwick                         | Mark Waters                     | Freddie Highmore, Sarah Bolger, Mary-Louise Parker, David Strathairn, Martin Short, Nick Nolte, Seth Rogen, Andrew McCarthy                                                                 | Fantasia                          |                                                         |           |
| Step Up 2 the Streets                               | Jon Chu                         | Briana Evigan, Robert Hoffman, Will Kemp, Cassie, Channing Tatum | Drama, Musical, Romàntica         |                                                         |           |
| Step Brothers                                       | Adam McKay                      | Will Ferrell, John C. Reilly | Comèdia                           |                                                         |           |
| Stop-Loss                                           | Kimberly Peirce                 | Ryan Phillippe, Abbie Cornish, Channing Tatum, Joseph Gordon-Levitt, Timothy Olyphant, Rob Brown                                                                                            | Drama, Bèlica                     |                                                         |           |
| Street Kings                                        | David Ayer                      | Keanu Reeves, Forest Whitaker, Hugh Laurie, Chris Evans, Common, The Game | Crim, Thriller                    |                                                         |           |
| Superhero Movie                                     | Craig Mazin                     | Sara Paxton, Drake Bell, Leslie Nielsen, Christopher McDonald, Jeffrey Tambor | Comèdia, Spoof                    |                                                         |           |
| Swing Vote                                          | Joshua Michael Stern            | Kevin Costner, Paula Patton, Kelsey Grammer, Dennis Hopper, Nathan Lane, Stanley Tucci, George Lopez, Madeline Carroll                                                                      | Comèdia                           |                                                         |           |
| Teeth                                               | Mitchell Lichtenstein           | Hale Appleman, Jess Weixler, John Hensley, Julia Garro, Shawn Kendall, Trent Moore, Josh Pais                                                                                               | Comèdia negra, Terror             |                                                         |           |
| Tennessee                                           | Adam Woodley                    | Ethan Peck, Adam Rothenberg, Mariah Carey, Lance Reddick, Bill Sage | Drama                             |                                                         |           |
| Then She Found Me                                   | Helen Hunt                      | Matthew Broderick, Colin Firth, Helen Hunt, Bette Midler, Lynn Cohen | Comèdia                           |                                                         |           |
| The Tracey Fragments                                | Bruce McDonald                  | Ellen Page | Drama                             |                                                         |           |
| Transsiberian                                       | Brad Anderson                   | Woody Harrelson, Emily Mortimer, Kate Mara, Eduardo Noriega, Thomas Kretschmann, Ben Kingsley                                                                                               | Drama, Thriller                   |                                                         |           |
| Twilight, pel·lícula 2008                           | Catherine Hardwicke             | Kristen Stewart, Robert Pattinson, Ashley Greene, Peter Facinelli, Elizabeth Reaser, Jackson Rathbone, Nikki Reed, Kellan Lutz, Taylor Lautner, Billy Burke, Cam Gigandet, Rachelle Lefèvre | Fantasia, Romàntica               | estrena: 12 de desembre                                 |           |
| Untraceable                                         | Gregory Hoblit                  | Diane Lane, Colin Hanks, Billy Burke, Joseph Cross, Mary Beth Hurt, Perla Haney-Jardine | Thriller                          |                                                         |           |
| Vantage Point                                       | Pete Travis                     | Dennis Quaid, Matthew Fox, Forest Whitaker, Sigourney Weaver, William Hurt | Thriller                          |                                                         |           |
| The Visitor                                         | Thomas McCarthy                 | Richard Jenkins | Drama                             |                                                         |           |
| The Wackness                                        | Johnathan Levine                | Ben Kingsley, Josh Peck, Famke Janssen, Olivia Thirlby, Mary-Kate Olsen, Method Man | Comèdia                           |                                                         |           |
| WALL·E                                              | Andrew Stanton                  | Ben Burtt, Elissa Knight, Jeff Garlin, Fred Willard, John Ratzenberger, Kathy Najimy, Sigourney Weaver                                                                                      | Comèdia, Familiar, Ciència-ficció | Animada                                                 |           |
| Wanted                                              | Timur Bekmambetov               | James McAvoy, Morgan Freeman, Terence Stamp, Thomas Kretschmann, Common, Angelina Jolie | Acció                             |                                                         |           |
| War, Inc.                                           | Joshua Seftel                   | John Cusack, Hilary Duff, Marisa Tomei, Joan Cusack, Dan Aykroyd, Ben Kingsley | Acció, Crim                       |                                                         |           |
| Winged Creatures                                    | Rowan Woods                     | Kate Beckinsale, Dakota Fanning, Guy Pearce, Josh Hutcherson, Forest Whitaker, Jennifer Hudson, Jackie Earle Haley, Jeanne Tripplehorn, Embeth Davidtz                                      | Drama, Thriller                   |                                                         |           |
| Witless Protection                                  | Charles Robert Carner           | Larry the Cable Guy, Jenny McCarthy | Comèdia                           |                                                         |           |
| The Women                                           | Diane English                   | Meg Ryan, Annette Bening, Eva Mendes, Carrie Fisher, Debra Messing, Jada Pinkett Smith | Comèdia                           | estrena: 12 de setembre                                 |           |
| The World According to Monsanto                     | Marie-Monique Robin             | | Documental                        |                                                         |           |
| You Don't Mess With The Zohan                       | Dennis Dugan                    | Adam Sandler, John Turturro, Emmanuelle Chriqui, Nick Swardson, Rob Schneider, Lainie Kazan                                                                                                 | Comèdia                           |                                                         |           |
| Young@Heart                                         | Stephen Walker                  | Young@Heart | Documental                        |                                                         |           |